# Flugplatz Beru

i7
i11
i13
Der im Jahr 1977 als einfache Rollbahn eröffnete Flugplatz Beru (englisch Beru Airport, IATA-Code: BEZ, ICAO-Code: NGBR) liegt auf dem südlichen Teil der zu Kiribati gehörenden Pazifikinsel Beru im Archipel der Gilbertinseln nahe dem Äquator. Der Flugplatz wird von Air Kiribati zweimal wöchentlich über die Route Flughafen Bonriki – Flugplatz Tabiteuea Nord – Flugplatz Beru angeflogen.